# Șepetîn, Dubno
Șepetîn (în ucraineană Шепетин) este localitatea de reședință a comunei Șepetîn din raionul Dubno, regiunea Rivne, Ucraina.

## Demografie
Componența lingvistică a localității Șepetîn
     Ucraineană (99,51%)
     Alte limbi (0,33%)
Conform recensământului din 2001, majoritatea populației localității Șepetîn era vorbitoare de ucraineană (99,51%), existând în minoritate și vorbitori de alte limbi.